# BM-Volvo T 800
BM-Volvo T 800 var en tvåhjulsdriven traktormodell från den svenska tillverkaren Bolinder-Munktell mellan åren 1966 och 1973 och Volvo BM mellan 1973 och 1979 då traktortillverkningen såldes till Valmet.
Traktorn var från början försedd med en Volvo D 50-motor på 98 hästkrafter, vilket 1976 ändrades till en Volvo D 60-motor på 106 hästkrafter. Samtidigt uppgraderades bl.a. hytt och trepunktslänkage.

## Tekniska data
- Motor: Volvo D (Diesel) 50, fr.o.m. 1976 D60.
- Motoreffekt: 98/106 hk
- Transmission: 8 fram, 2 back, med snabbväxel 16/4
- Hastighet: maxfart 26,8 km/h, back 13,5 km/h
- Bränsletank: 150 L
- Kylsystem: 18 L
- Vikt: 4.270 kg
- Hjulbas: 2 655 mm
- Längd: 3 925 mm